# Set Fire to the Rain
«Set Fire to the Rain» (Подожги дождь) — песня британской певицы Адели из её второго студийного альбома «21». Композиция стала третьим синглом с альбома и была выпущена в продажу на CD-диске 21 ноября 2011 года.
Песня могла не стать третьим синглом с альбома «21», так как Columbia Records планировала выпустить другую песню: «Rumour Has It». Однако впоследствии от этой идеи отказались, так как «Set Fire to the Rain» оказалась на 1/3 успешней в рамках отдельной трековой цифровой дистрибуции по данным Soundscan за недавний период. В общей сложности «Set Fire to the Rain» разошлась более чем 4-миллионным тиражом и уже опережает предыдущий сингл «Someone Like You», выпущенный с альбома «21» 24 января 2011 года и проданный тиражом в 2,7 миллиона.. Адель была удостоена премии «Грэмми» в номинации «Лучшее сольное поп-исполнение» за концертную версию этой песни.

## Коммерческий успех
«Set Fire to the Rain» был очень популярен в Европе, где попал в лучшую десятку хитов в таких странах, как Австрия, Дания, Германия, Ирландия, Италия, Норвегия, Финляндия, Франция и Швейцария, и достиг вершины чарта в Южной Африке, Новой Зеландии, бельгии Польше, Словакии, Нидерландах.. Песня дебютировала на позиции № 79 в британском хит-параде UK Singles Chart и через неделю достисгла № 44 с тиражом 6,286 копий. Позднее она достигла одиннадцатого места в Великобритании (16 июля 2011), оставаясь в той же позиции две недели, добавив к тиражу ещё 24,978 копий.
Ещё до релиза песни в виде сингла, она попала в американский чарт Billboard Hot 100, где провела 6 недель и 3 раза повторно в него входила, достигнув 13 сентября своего пика на позиции № 72. 4 февраля 2012 года «Set Fire to the Rain» поднялась на первое место Billboard Hot 100 и стала для певицы её третьим подряд хитом, попавшим на вершину американского хит-парада с альбома 21. В сумме это 21 неделя не подряд для песни, достигшей в итоге первого места в США. К июню 2013 года был скачано 4,552,000 цифровых копий в США. Этим своим достижением, диск 21 вошёл в элитную группу из пяти альбомов, с которых сразу не менее трёх синглов достигали позиции № 1 в США в последнюю декаду. Ранее это были: Кэти Перри и Teenage Dream (5), Рианна и Loud (3), Тейлор Свифт и 1989 (3), Джастин Бибер и Purpose (3).

## Чарты

### Еженедельные чарты
| Чарт (2011-14)                               | Высшая позиция |
| -------------------------------------------- | -------------- |
| Австралия (ARIA)                             | 11             |
| Австрия (Ö3 Austria Top 40)                  | 5              |
| Бельгия/Фландрия (Ultratop 50)               | 1              |
| Бельгия/Валлония (Ultratop 50)               | 1              |
| Бразилия (Billboard Hot 100 Airplay)         | 4              |
| Бразилия (Billboard Hot Pop)                 | 1              |
| Канада (Billboard Canadian Hot 100)          | 2              |
| Чехия (Rádio — Top 100)                      | 1              |
| Чехия (Singles Digitál Top 100)              | 38             |
| Дания (Tracklisten)                          | 5              |
| Europe (Euro Digital Songs)                  | 6              |
| Финляндия (Suomen virallinen lista)          | 2              |
| Франция (SNEP)                               | 9              |
| Германия (GfK)                               | 6              |
| Greece Digital Songs (Billboard)             | 6              |
| Венгрия (Rádiós Top 40)                      | 9              |
| Ирландия (IRMA)                              | 6              |
| Израиль (Media Forest)                       | 1              |
| Италия (FIMI)                                | 3              |
| Япония (Japan Hot 100)                       | 88             |
| Lebanon (OLT 20)                             | 3              |
| Luxembourg Digital Songs (Billboard)         | 5              |
| Mexico (Billboard Mexican Airplay)           | 2              |
| Нидерланды (Dutch Top 40)                    | 1              |
| Нидерланды (Single Top 100)                  | 1              |
| Новая Зеландия (Recorded Music NZ)           | 8              |
| Норвегия (VG-lista)                          | 4              |
| Польша (Polish Airplay Top 100)              | 1              |
| Польша (Dance Top 50)                        | 41             |
| Portugal Digital Songs (Billboard)           | 2              |
| Romania (Romanian Top 100)                   | 15             |
| Шотландия (OCC Scotland)                     | 10             |
| Словакия (Rádio — Top 100)                   | 1              |
| South Korea International Singles (Gaon)     | 34             |
| Испания (PROMUSICAE)                         | 24             |
| Швеция (Sverigetopplistan)                   | 13             |
| Швейцария (Schweizer Hitparade)              | 4              |
| Великобритания (OCC UK Singles)              | 11             |
| США (Billboard Hot 100)                      | 1              |
| США (Billboard Adult Contemporary)           | 1              |
| США (Billboard Adult Pop Airplay)            | 1              |
| США (Billboard Dance Club Songs)             | 18             |
| США (Billboard Hot Latin Songs)              | 19             |
| США (Billboard Hot Rock & Alternative Songs) | 30             |
| США (Billboard Pop Airplay)                  | 1              |
| США (Billboard Rhythmic)                     | 16             |

### Итоговые годовые чарты
| Чарт (2011)                              | Позиция |
| ---------------------------------------- | ------- |
| Австралия (ARIA)                         | 49      |
| Австрия (Ö3 Austria Top 40)              | 25      |
| Бельгия (Ultratop 50 Flanders)           | 3       |
| Бельгия (Ultratop 40 Wallonia)           | 8       |
| Бельгия (Hitlisten)                      | 14      |
| Бельгия (Mega Single Top 100)            | 8       |
| Германия (Media Control AG)              | 16      |
| Венгрия (Rádiós Top 40                   | 51      |
| Ирландия (IRMA)                          | 19      |
| Израиль (Media Forest)                   | 1       |
| Италия (FIMI)                            | 12      |
| Новая Зеландия (RIANZ)                   | 22      |
| Швейцария (Schweizer Hitparade)          | 10      |
| Великобритания (Official Charts Company) | 29      |
| Чарт (2012)                              | Позиция |
| Бельгия (Ultratop 50 Flanders)           | 72      |
| Бельгия (Ultratop 40 Wallonia)           | 68      |
| Венгрия (Rádiós Top 40)                  | 76      |
| Греция (IFPI)                            | 71      |
| Испания (PROMUSICAE)                     | 42      |
| США Billboard Hot 100                    | 12      |

## Сертификации
| Регион | Сертификация     | Продажи   |
| --- | ---------------- | --------- |
| Австралия (ARIA) | 3× Платиновый    | 210 000^  |
| Бельгия (BEA) | Платиновый       | 30 000*   |
| Бразилия (ABPD) | 2× Бриллиантовый | 500 000   |
| Канада (Music Canada) | Бриллиантовый    | 800 000   |
| Дания (IFPI Danmark) | 2× Платиновый    | 180 000   |
| Германия (BVMI) | Платиновый       | 300 000^  |
| Италия (FIMI) | 3× Платиновый    | 90 000*   |
| Мексика (AMPROFON) | 4× Платиновый    | 240 000*  |
| Новая Зеландия (RMNZ) | Платиновый       | 15 000*   |
| Норвегия (IFPI Norway) | Платиновый       | 60 000    |
| Португалия (AFP) | 2× Платиновый    | 40 000    |
| Республика Корея (Gaon) | —                | 308,124   |
| Швейцария (IFPI Switzerland) | Платиновый       | 30 000^   |
| Великобритания (BPI) | 3× Платиновый    | 1,500,000 |
| США (RIAA) | 4× Платиновый    | 5,200,000 |
| Стриминг |                  |           |
| Греция (IFPI Greece) | Платиновый       | 2 000 000 |
| * Данные о продажах приведены только на основе сертификации. · ^ Данные о тиражах приведены только на основе сертификации. · Данные о продажах + прослушиваниях приведены только на основе сертификации. · Данные только о прослушиваниях приведены на основе сертификации. |                  |           |